# Смит, Бесси
Бесси Смит (англ. Bessie Smith, 15 апреля 1894 — 26 сентября 1937) — американская певица, одна из наиболее известных и влиятельных исполнительниц блюза 1920—1930-х годов. Первая женщина — блюзовая певица, завоевавшая международную известность; получила прозвище «Императрица блюза».

## Биография
Бесси Смит родилась в Чаттануге (Теннесси) в семье Уильяма и Лоры Смит. В общей сложности в семье Смит, жившей в условиях крайней нужды, было семь детей. Уильям, имевший сан баптистского священника, в этом качестве не мог прокормить семью и вынужден был дополнительно заниматься неквалифицированным физическим трудом. Он умер вскоре после рождения Бесси, а её мать скончалась, когда девочке было восемь или девять лет. Младших детей растила Виола, старшая дочь Уильяма и Лоры, сама рано родившая внебрачного ребёнка.
У Бесси уже в детстве был красивый голос, и она пела на улицах Чаттануги в сопровождении гитары, на которой играл её брат Эндрю. Другой брат устроил её в гастрольную певческую труппу Мозеса Стокса, где в это время выступала знаменитая блюзовая певица Ма Рейни. На протяжении многих лет Смит и Рейни гастролировали по южным штатам, выступая перед преимущественно негритянской аудиторией за нищенскую плату. В это время окончательно оформился знаменитый голос Смит — низкий и хрипловатый, но идеально подходивший для раннего блюзового репертуара. Она выросла высокой, крупной женщиной, весившей около 210 фунтов (95 кг) и известной своим плохим характером. Круг общения Бесси в этот период включал многочисленных представителей общественного дна, и у неё выработались дурные привычки, в том числе любовь к выпивке и марихуане (до 1937 года остававшейся в США легальным наркотиком).
В 1923 году на Смит обратил внимание Фрэнк Уокер — агент по поиску талантов компании Columbia Records. Запись песни «Downhearted Blues» в её исполнении разошлась тиражом в 3/4 миллиона экземпляров, что было выдающимся результатом для того времени, а в общей сложности за этот год тираж её записей составил два миллиона экземпляров. Благодаря граммофонным записям она приобрела популярность и у белой части аудитории в США и Европе. За следующее десятилетие Смит записала порядка 160 песен, в том числе в сотрудничестве с трубачом Луи Армстронгом и пианистом Флетчером Хендерсоном. На пике карьеры в 1920-е годы она зарабатывала до двух тысяч долларов в неделю только на живых выступлениях, в дополнение к роялти от продаж пластинок. Среди наиболее известных композиций этого периода, помимо «Downhearted Blues», были также «Jealous Hearted Blues», «Jailhouse Blues», «I' ain’t Nobody’s Bizness If I Do», «Nobody Knows You When You’re Down and Out».
Смит была замужем за Джеком Ги, бывшим филадельфийским полицейским, оставившим службу, чтобы вести финансовые дела жены. Она в свою очередь тратила на мужа большие суммы, но ни один из них не соблюдал супружеской верности, причём Бесси изменяла мужу в том числе и с женщинами. Результатом становились частые семейные скандалы, в ходе которых Джек, ещё более крупный, чем Бесси, избивал жену. В итоге брак окончился разводом в 1930 году, но после этого бывшие супруги сохраняли приязненные отношения вплоть до смерти Смит.
К этому времени карьера Смит переживала спад, связанный с биржевым крахом 1929 года и последовавшей Великой депрессией. Сказывались на падении популярности Смит и изменявшиеся вкусы публики, в 1930-е годы тяготевшей к более сложной музыке, чем её репертуар; Смит так и не смогла приспособиться к вытеснявшему блюз свингу, который популяризовали биг-бенды Гленна Миллера, Каунта Бейси и Томми Дорси. Смит начала сильнее пить и испортила себе репутацию, не появляясь на запланированные выступления или приезжая на них слишком пьяной, чтобы петь.
В 1937 году в Луизиане на ночной дороге шофёр автомобиля, в котором ехала Смит, не разглядел частично блокировавший шоссе грузовик. В результате столкновения певица получила несколько тяжёлых травм, включая почти полностью оторванную руку. Согласно одной из версий, она умерла от потери крови, поскольку ей отказали в приёме в больнице для белых. Смит была похоронена в могиле без надгробного знака, и только в 1970 году на этой могиле на средства рок-певицы Дженис Джоплин было установлено надгробие. Высеченная на памятнике эпитафия гласит: «Величайшая блюзовая певица в мире никогда не смолкнет» (англ. The Greatest Blues Singer in the World Will Never Stop Singing).

## Дискография
- Empress of the Blues 1923—1933 (Giants of Jazz)
- 1923 (Jazz Chronological Classics)
- 1923—1924 (Jazz Chronological Classics)
- 1924—1925 (Jazz Chronological Classics)
- 1927—1928 (Jazz Chronological Classics)
- 1928—1929 (Jazz Chronological Classics)
- 1929—1933 (Jazz Chronological Classics)
- 1923—1933 (Best of Jazz (FRA))
- 1925—1933 (Nimbus) — 1987
- Collection (Sony Music) — 1980
- The Complete Recordings Vol. 1 (2 CD, Sony Music) — 1991
- The Complete Recordings Vol. 2 (2 CD, Sony Music) — 1991
- The Complete Recordings Vol. 3 (2 CD, Sony Music) — 1992
- The Complete Recordings Vol. 4 (2 CD, Sony Music) — 1993
- Mama’s Got the Blues (Topaz Jazz) — 1994
- The Complete Recordings Vol. 5 — The Final Chapter (2 CD, Sony Music) — 1996
- Essential Bessie Smith (2 CD, Sony Music) — 1997
- Bessie Smith (Members Edition) — 1997
- Sings the Blues (Sony Music Special Products)
- Sings the Jazz (EPM / Jazz Erchives (FRA))
- Blue Sprit Blues (Drive (SWI))
- Empress of the Blues (Prism (UK))
- Empty Bed Blues (ASV / Living Era)
- Bessie’s Blues (HALLM M20259)
- Do Your Duty (TRO M57940)
- Masters (Eagle M58316)
- American Legends Vol. 14 (Laserlight)
- Vol. 3: 1923—1933 (L’Art Vocal)

## Значение и влияние
Бесси Смит была первой женщиной, завоевавшей международную известность как исполнительница блюза, и первой блюзовой исполнительницей, популярной у белых слушателей. Она сыграла важную роль в процессе признания влияния чёрных американцев на поп-культуру США, что стало толчком к активным поискам чернокожих талантов в южных штатах. В 1970-е годы Columbia Records предприняла переиздание всех известных фонограмм Смит, сведённых в 5 двойных альбомов. Это издание разошлось тиражом в 200 тысяч экземпляров за два года.
Её карьера стала источником вдохновения для других певиц. Среди исполнительниц, для которых она стала примером, были Дженис Джоплин, Билли Холидей, Махалия Джексон и другие. Она также оказала влияние на исполнительский стиль таких музыкантов как Луи Армстронг, Бикс Байдербек и Джек Тигарден.